# Cybocephalus dunhuangensis
Cybocephalus dunhuangensis is een keversoort uit de familie Cybocephalidae. De wetenschappelijke naam van de soort is voor het eerst geldig gepubliceerd in 2001 door Tian.